# 尖閣諸島周辺海域における中国船による領海侵入等の問題
本項では、日本の領土である尖閣諸島の周辺海域において、中華人民共和国の公船等による徘徊や領海侵入が継続的に行われている問題について述べる。
これらの行為は、「尖閣諸島は中国固有の領土」という主張に基づいて行われている示威行為であり、この他にも中国漁船が漁業を目的に領海侵入を行っている。
2013年7月以前は、尖閣諸島の接続水域入域と領海侵入を行っていた中国公船は、農業部漁業局（BOF）所属の漁業取締船「漁政」や、国務院の下部組織で国土資源部も所掌する国家海洋局海監総隊所属の公船「海監」であったが、2013年7月以降は、両機関が統合して発足した新たな国家海洋局傘下の中国海警局の公船「中国海警」が入域と侵犯を繰り返している。

## 中国公船による接続水域内入域及び領海侵入の詳細
漁船や抗議船などの民間船舶と見られる中国船舶の領海侵入は以前から頻発していたが、初めて中国政府の公船の領海侵入が確認されたのは2008年12月8日であり、同日に中国公船は9時間に渡って尖閣諸島の領海を侵犯して徘徊・漂泊する行為を行った。その後2010年9月に尖閣諸島中国漁船衝突事件が発生した以降に接続水域入域と領海侵入を増加させ、2012年9月に日本政府が尖閣諸島国有化を行った以降は爆発的に入域と侵犯を増加させて現在まで続いている。
2016年6月9日には初めて中国海軍の艦艇「江凱型フリゲート」が尖閣諸島の接続水域に入域した。これに対し日本政府は午前2時に程永華駐日中国大使を外務省に呼んで斎木昭隆外務事務次官による抗議がなされた。なお、その6日後の同月15日には中国海軍の情報収集艦が口永良部島の領海を侵犯し、翌16日にも同じ船が北大東島の接続水域に入り、同日金杉憲治外務省アジア大洋州局長により劉少賓駐日次席公使に対して「一方的にわが国周辺海域での行動をエスカレートさせている最近の中国軍全般の活動に懸念する」との伝達がなされた。
以下に海上保安庁公式サイトに記載されている中国公船の日毎の接続水域入域と領海侵入の延べ隻数を合算して月別に表した表を記す。
| 年月                  | 接続水域 | 領海 |
| --------------------- | -------- | ---- |
| 2008年12月            | 2        | 2    |
| 2009年1月 ～2010年8月 | 0        | 0    |
| 9月                   | 24       | 0    |
| 10月                  | 14       | 0    |
| 11月                  | 8        | 0    |
| 12月                  | 0        | 0    |
| 2011年1月             | 1        | 0    |
| 2月                   | 0        | 0    |
| 3月                   | 3        | 0    |
| 4月 5月 6月           | 0        | 0    |
| 7月                   | 2        | 0    |
| 8月                   | 2        | 2    |
| 9月                   | 2        | 0    |
| 10月                  | 2        | 0    |
| 11月 12月             | 0        | 0    |
| 2012年1月             | 1        | 0    |
| 2月                   | 2        | 0    |
| 3月                   | 2        | 1    |
| 4月                   | 2        | 0    |
| 5月                   | 4        | 0    |
| 6月                   | 1        | 0    |
| 7月                   | 7        | 4    |
| 8月                   | 2        | 0    |
| 9月                   | 81       | 13   |
| 10月                  | 122      | 19   |
| 11月                  | 124      | 15   |
| 12月                  | 80       | 21   |
| 2013年1月             | 57       | 17   |
| 2月                   | 49       | 17   |
| 3月                   | 69       | 11   |
| 4月                   | 86       | 25   |
| 5月                   | 104      | 15   |
| 6月                   | 71       | 9    |
| 7月                   | 88       | 14   |
| 8月                   | 88       | 28   |
| 9月                   | 77       | 22   |
| 10月                  | 26       | 8    |
| 11月                  | 53       | 12   |
| 12月                  | 51       | 10   |
| 2014年1月             | 72       | 6    |
| 2月                   | 36       | 9    |
| 3月                   | 65       | 6    |
| 4月                   | 84       | 8    |
| 5月                   | 49       | 5    |
| 6月                   | 42       | 6    |
| 7月                   | 59       | 4    |
| 8月                   | 89       | 10   |
| 9月                   | 110      | 10   |
| 10月                  | 48       | 9    |
| 11月                  | 42       | 8    |
| 12月                  | 30       | 7    |
| 2015年1月             | 32       | 8    |
| 2月                   | 68       | 8    |
| 3月                   | 57       | 9    |
| 4月                   | 66       | 9    |
| 5月                   | 84       | 9    |
| 6月                   | 77       | 8    |
| 7月                   | 40       | 7    |
| 8月                   | 54       | 6    |
| 9月                   | 81       | 9    |
| 10月                  | 52       | 7    |
| 11月                  | 56       | 8    |
| 12月                  | 42       | 7    |

## 日本の対応
中国公船による接続水域入域と領海侵入を受けて、日本側はくにがみ型巡視船を大量建造して海上保安庁の第十一管区海上保安本部に同型10隻（石垣海上保安部に配備）とつがる型巡視船2隻からなる「尖閣領海警備専従体制」を構築して2016年2月に完成させた。また2018年度末までに規制能力強化型の新たな小型巡視船を宮古島海上保安部に9隻配備して「尖閣漁船対応体制」を完成させ、2019年度末までに新型ジェット機ファルコン2000LXSを3機配備して「尖閣24時間監視体制」を完成させた。
2021年に日本政府は「尖閣諸島に中国公船の乗組員が上陸した場合、正当防衛や緊急避難に該当しない状況下でも海上保安官が危害射撃を行い得る」とする見解を示した。海上保安官の武器使用には警察官職務執行法7条が準用され、正当防衛と緊急避難の他に凶悪な罪に限り危害射撃を行うことができると規定しているが、日本政府は尖閣諸島に上陸を図る一連の行為が凶悪な罪に該当し、中国公船に対する危害射撃が可能となる場合があるとの解釈を示した。